# Atlante Telliano
L'Atlante Telliano (in berbero: ⴰⵟⵍⴰⵙ ⵓⴸⵔⴰⵔⴻⵏ, Aṭlas uḏraren o ⴰⵟⵍⴰⵙ ⴰⵜⴻⵍⵍⵉ, Aṭlas atelli; in arabo  الأطلس التلي‎?) è una catena montuosa situata prevalentemente nel nord dell'Algeria, ma che si prolunga per un breve tratto anche nella Tunisia occidentale.
È parte della catena montuosa dell'Atlante.

## Caratteristiche
È costituito da una catena di montagne che si estende lungo la costa per circa 1500 chilometri. Il suo punto più alto è il monte Lalla-Khadîdja, che si eleva fino a 2308 metri d'altezza nel massiccio della Djurdjura, in Algeria.
L'Atlante telliano forma, assieme all'Atlante sahariano, più a sud, due gruppi di rilievi paralleli che si avvicinano procedendo verso est. I due Atlanti tendono a confondersi nell'est dell'Algeria e in Tunisia.
A ovest l'Atlante telliano è delimitato, nella regione dell'Orania, dal Rif (Marocco).
Gli abitanti dell'Atlante telliano sono berberi (imazighen).
Entro queste due gigantesche barriere naturali si estendono vaste pianure e altopiani, fertili e ricchi di flora e di fauna. Tra questi sono da ricordare la valle del Chélif, la pianura di Sétif e la valle della Hodna.

## Suddivisione
L'Atlante Telliano comprende da ovest verso est:
- i Trara che culminano a 1136 m col djebel Fellaoucene (Algeria),
- i Monti di Tlemcen che culminano a 1843 m col djebel Tenouchfi (Algeria),
- i Monti del Tessala che culminano a 1061 m col Djebel Tessala (Algeria),
- i Monti dei Beni-Chougrane che culminano a 932 m (Algeria),
- il Dahra che culmina a 1550 m col monte Zaccar (Algeria),
- l'Ouarsenis che culmina a 1985 m col Sidi Amar (Algeria),
- il Piccolo Atlante che culmina a 1629 m col Koudiat Sidi Abdelkader (Algeria),
- il Djurdjura che culmina a 2308 m col Lalla-Khadîdja (Algeria),
- i Bibans (Algeria),
- i Babor che culminano a2004 m col mont Babor (Algeria),
- l'Edough che culmina a 1008 m col Bou Zizi (Algeria).

## Laghi e corsi d'acqua principali
- Il Chélif (725 km), che ha la sua sorgente sull'Atlante telliano e sfocia nel mar Mediterraneo. Alcune fonti, tuttavia, indicano l'Atlante sahariano come suo punto di origine.
- Il lago di Fetzara, nella provincia di Annaba.
- Il Medjerda, che scorre attraverso le montagne di Souk Ahras e che si getta nel golfo di Tunisi dopo aver percorso 460 km.
- Il Seybouse, che si estende da Oued Zenati ad Annaba, in Algeria.